# André Lecomte du Noüy
André-Émile Lecomte du Noüy (París, 1844-Bucarest, 1914) fue un arquitecto francés, miembro correspondiente de la Academia Rumana y discípulo de Viollet-le-Duc.

## Biografía
Nacido el 7 de septiembre de 1844 en París, fue alumno del taller de Vandremer y más adelante del arquitecto Eugène Viollet-le-Duc. En 1866 acometió la restauración de dos capillas del siglo XII en la catedral de Cahors, por encargo de Viollet-le-duc. En 1869, fue nombrado inspector adscrito a la comisión de Monumentos Históricos para la restauración de la capilla del castillo de Vincennes, en Francia. En 1870 participó en la guerra franco-prusiana, y en 1873-1874 emprendió su segundo viaje a Oriente e hizo numerosos descubrimientos arqueológicos en los alrededores de Jerusalén.

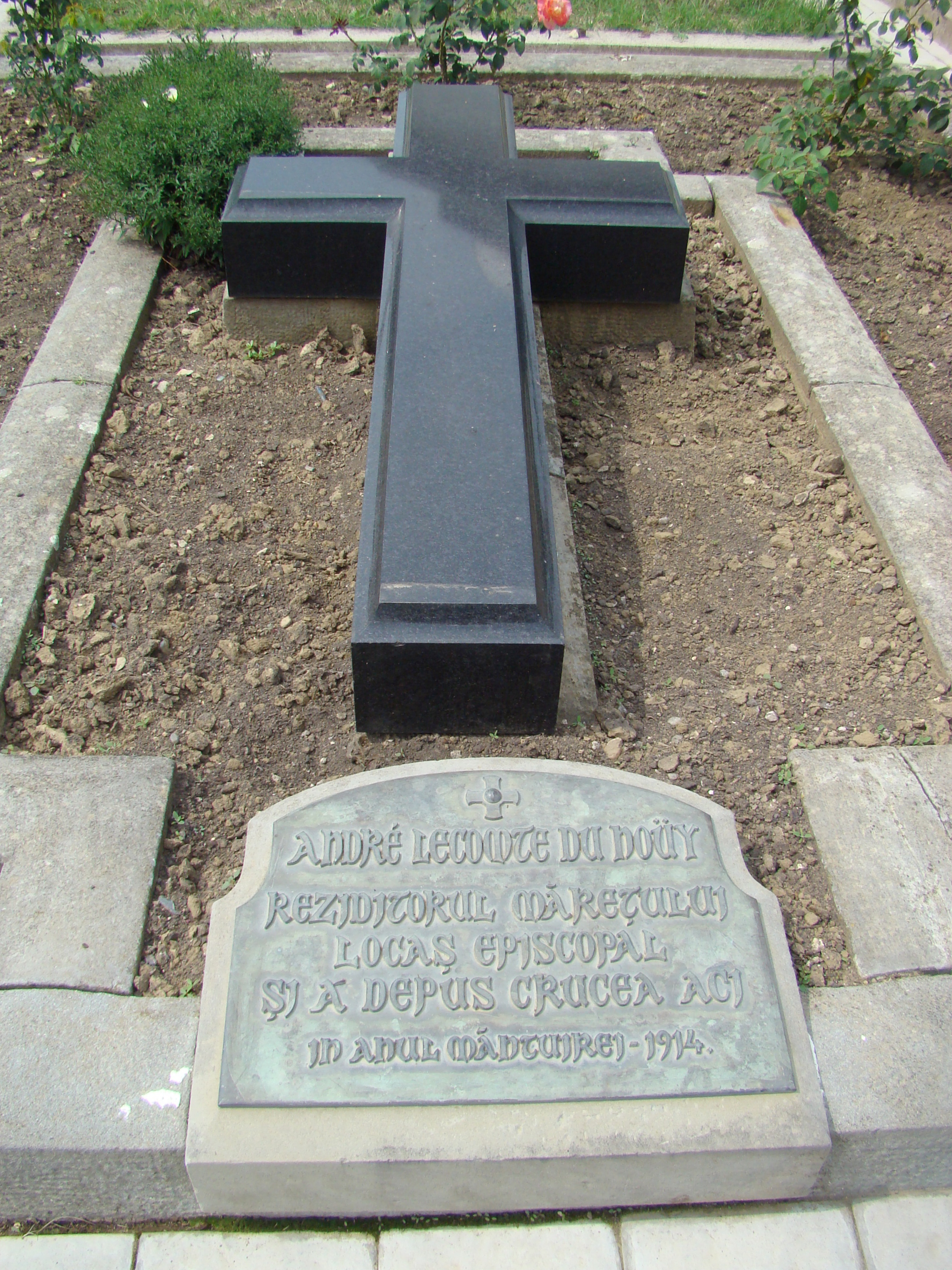
Tumba de André Lecomte du Noüy en el cementerio de Curtea de Argeș

En 1875, a petición del exministro de Cultos Titu Mairorescu y por recomendación de Viollet-le-duc, se encargó a Lecomte du Noüy la restauración de la iglesia episcopal de Curtea de Argeș, cuyas obras fueron completadas en 1886. Restauró o construyó en Rumania la iglesia de los Tres Jerarcas Santos y la iglesia de San Nicolás en Iași, la catedral de San Demetrio y la iglesia de la Santísima Trinidad en Craiova, y la catedral arzobispal de Târgoviște. Lecomte du Noüy, que en 1887 fue elegido miembro correspondiente de la Academia Rumana, recibió numerosas condecoraciones francesas y rumanas por sus obras. Fallecido en Bucarest el 11 de noviembrejul./ 24 de noviembre de 1914greg., era hermano del pintor Jean-Jules-Antoine Lecomte du Nouÿy contrajo matrimonio en 1877 con Hermine-Augustine-Eugénie Oudinot, con la que fue padre de Pierre Lecomte du Noüy.